# 安怀
安怀（1919年—），河南人。中国人民解放军将领、中国人民解放军开国大校。

## 简介
抗战时期，安怀曾任129师太行军区司令部参谋处作战科科长。解放战争时期，任太行军区七分区48团参谋长。抗美援朝时期，任中国人民志愿军16军副参谋长。自朝鲜归国后，曾担任黑龙江省军区副司令员。1955年，被授予大校军衔，荣获二级独立自由勋章和二级解放勋章。